# Larry E. Greiner
Larry E. Greiner (* 6. Dezember 1933) ist ein US-amerikanischer Ökonom. Er ist emeritierter Professor für Management und Organisation an der University of Southern California.

## Das Greiner-Modell
Von Greiner stammt ein evolutionäres, dabei auf jede zeitliche Festschreibung verzichtendes Fünf- (1972) bzw. Sechs-Phasen-Modell (1998) des organisatorischen Wachstums (sog. Greiner Curve), das unmittelbar einsichtig erklärt, wie Wachstumskrisen überwunden werden können. Die jeweiligen Lösungsstrategien bilden dabei die Grundlage für erneute Krisen.
• Phase 1 Kreativität (Ziel: Make and sell): Alle machen alles und wissen auch alles, es gibt viele Diskussionen und gegenseitiges Informieren. Ab einem gewissen Wachstum setzt jedoch eine Überlastung der Beteiligten ein.
• Phase 2 Anweisung (Ziel: Efficiency of operations): Bestimmte Aufgaben werden an andere delegiert, wobei die Kontrolle der Ausführung noch zentralisiert ist. Mit weiterem Wachstum tritt eine Überlastung der Entscheider durch die Notwendigkeit der Kontrolle und wegen der fehlenden Selbststeuerung der Mitarbeiter ein (ab ca. 7 Mitarbeiter).
• Phase 3 Delegation (ziel: Expansion of market): Teilbereiche bzw. Aufgaben werden in ihrer Gesamtheit (Aufgabe, Verantwortung und Kompetenz) abgegeben und von anderen erledigt. Die einzelnen Bereiche und Abteilungen fangen an, ein Eigenleben zu entwickeln (ab ca. 15–20 Mitarbeiter), was zu Abstimmungsproblemen führt.
• Phase 4 Koordination (Ziel: Consolidation of Organization): Projekte und Aufgaben der einzelnen Unternehmensbereiche werden koordiniert und aufeinander abgestimmt. Die Abstimmung führt jedoch zu einem hohen bürokratischen Aufwand (ab ca. 50 Mitarbeiter).
• Phase 5 Verbesserung der Zusammenarbeit (Ziel: Problem solving and innovation): Die Reibungsverluste nehmen ab, z. B. durch Implementation wirksamer IT-Systeme.
Dieses Phasenmodell impliziert, dass ein Unternehmen, das in einem Jahr von 10 auf 50 Mitarbeiter wächst, in dieser Zeit drei Phasen durchlaufen muss, was eine enorme organisatorische Herausforderung darstellt.
Eine später hinzugefügte Phase 6 ist durch den Übergang von der Einzelorganisation zum organisationsübergreifenden Netzwerk gekennzeichnet, welches neues Wachstum erlaubt.
Das geradezu klassisch gewordene Greiner-Modell erlaubt es, das mögliche Auseinanderfallen von schnellem ökonomischen Unternehmenswachstum und langsamer organisatorischer Reife z. B. bei Start-ups oder die nichtintendierten Wirkungen von wachstumssteigernden und -sichernden Maßnahmen zu beschreiben (z. B. Bürokratisierung als eine Folge nur technisch unterstützter Koordination bei Nichtexistenz wirklicher Kooperation).

## Veröffentlichungen
- Evolution and Revolution as Organizations Grow, in: L. Mainiero, C. Tromley (Hrsg.): Developing Managerial Skills in Organizational Behavior:  Exercises, Cases, and Readings. Prentice Hall, Englewood Cliffs, NJ, 2nd ed. 1994. S. 322–329 (zuerst in Harvard Business Review, 1972, July – August, S. 37–46)
- (mit Virginia E. Schein): Power and Organization Development: Mobilizing Power to Implement Change. Prentice Hall Organizational Development Series, FT Press 1988